# William Hastings
William Hastings, I barón de Hastings KG (c. 1431-13 de junio de 1483) fue un noble inglés. Seguidor de la Casa de York, se convirtió en amigo íntimo y el cortesano más importante del rey Eduardo IV, ocupando el cargo de lord chambelán. Fue ejecutado por traición por el hermano y sucesor de Eduardo, Ricardo III.

## Biografía
William Hastings, nacido alrededor det 1431, era el hijo mayor de Sir Leonard Hastings (circa 1396-20 de octubre de 1455), y de su segunda esposa Alice Camoys, hija de Thomas de Camoys, 1° Barón Camoys.
Sir Leonard Hastings tenía otros tres hijos y tres hijas.
- Richard Hastings, barón Welles (fallecido en 1503), también conocido como Lord Willoughby, quien se casó en primeras nupcias –antes del 1° de junio de 1470–  con Joan Welles, hija única de  Richard de Welles, VII barón Welles y su primera esposa,  Joan Willoughby, hija única de Robert Willoughby, VI Barón Willoughby de Eresby y en segundas nupcias con Joan Romondbye (fallecida el 20 de marzo de 1505), viuda de Richard Pigot, (fallecido circa 15 de abril de 1483), que era Serjeant-at-law, esto es miembro de una Orden de abogados que tuvo ciertas prerrogativas en su época.[6][7][8][9][10]
- Sir Ralph Hastings (fallecido en 1495) de Harrowden, Northamptonshire, quien se casó con Amy Tattershall, hija y heredera de John Tattershall, de Woolwich, Kent, y Wanstead, Essex, con quien tuvo seis hijas.[6][11]

Poco antes del 6 de febrero de 1462, Hastings se casó con Katherine Neville, baronesa Harington, hija de Richard y Alice Montagu, V condes de Salisbury, y por tanto hermana del famoso Warwick el Hacedor de Reyes. Además de su dote, Katherine aportó a su marido la tutela de su hija, Cecily Bonville, considerada la heredera más rica de su tiempo. William Hastings y Katherine tuvieron seis hijos:
- Richard Hastings (1464-1465)
- William Hastings (1466-1466)
- Sir Edward Hastings, II barón Hastings (26 de noviembre de 1466-8 de noviembre de 1506), casado con Mary Hungerford, baronesa Botreaux. Tuvo descendencia.
- Richard Hastings (nacido en 1468)
- William Hastings (1470-después de que 1540), casado con Jane Sheffield
- Anne Hastings (c. 1471-1520), casado antes del 27 de junio de 1481 con George Talbot, IV conde de Shrewsbury, con quien tuvo once hijos.